# レイ・マストロジョバンニ
Rei Mastrogiovanni（レイ・マストロジョバンニ）は、ベーシスト・ヴォーカリスト。大阪府堺市生まれ、米国オレゴン州育ち。イタリア系アメリカ人の父と関西人の母の間に生まれ、バイリンガルであることを武器に日本を拠点に活動。 
またアメリカ、メキシコなど世界にも活躍の場を広げている。スカ、ヒップホップ、ブレイクビーツなどをミックスさせた独自の音楽性を発信し、スカを中心としたプロデュースや、トラックメイク、英語作詞、DJ、番組MC、ドキュメンタリー映画制作、モデルなどさまざまな活動を行う。（オフィシャルサイトから引用）